# The Dismemberment Plan
The Dismemberment Plan foi uma banda de indie rock de Washington D.C., E.U.A, formada em 1 de janeiro de 1993. Também conhecido como D-Plan  ou O Plano. Os membros da banda são Eric Axelson (baixo), Jason Caddell (guitarra), Joe Easley (bateria) e Travis Morrison (vocais e guitarra).